# Hugh Christopher Longuet-Higgins
Hugh Christopher Longuet-Higgins, né le 11 avril 1923 à Lenham (Kent) en Angleterre et décédé le 27 mars 2004, est un chimiste théorique et un chercheur en sciences cognitives britannique, membre de la Royal Society.

## Biographie
Il est élève de la Pilgrims' School (en) de Winchester, puis au Winchester College. En 1941, il est gratifié d'une bourse pour le Balliol College à Oxford. Il est élève en chimie, mais est également inscrit en cours de musique (partie I des « Music Tripos »). Il est organiste scolaire du Balliol College.
Il propose, alors qu'il est toujours étudiant, la structure correcte du composé chimique diborane (B2H6), qui était alors inconnue en raison de son exotisme par rapport aux structures de la théorie de la valence chimique de l'époque. Cette découverte est publiée avec son tuteur, Ronnie Bell. Il effectue ensuite un travail de thèse sous la direction de Charles Coulson. Son doctorat obtenu, il effectue un post-doctorat à l'Université de Chicago, puis à l'Université de Manchester.
En 1952, il est nommé professeur de physique théorique au King's College de Londres, et devient en 1954 « John Humphrey Plummer Professor of Theoretical Chemistry » à l'Université de Cambridge, et membre du Corpus Christi College.
Il s'intéresse ensuite au cerveau et à la nouvelle thématique de l'intelligence artificielle. En conséquence, en 1967, il change radicalement d'orientation de carrière et intègre l'Université d'Édimbourg afin de cofonder le département d'intelligence et de perception artificielles, avec Richard Gregory et Donald Michie.
Il intègre par la suite le département de psychologie expérimentale de l'Université du Sussex à Brighton. En 1981, il introduit la matrice essentielle dans la communauté de la vision assistée par ordinateur dans un article incluant l'algorithme des huit points pour l'estimation de cette matrice. Il part à la retraite en 1988. À son décès en 2004, il est professeur émérite de l'Université du Sussex. En 2005, le « prix Longuet-Higgins pour les contributions fondamentales en vision assistée par ordinateur ayant passé avec succès le test du temps » est créé en sa mémoire. Ce prix est décerné chaque année à la Conférence sur la vision et la reconnaissance des motifs assistée par ordinateur de l'IEEE pour distinguer jusqu'à deux articles parus lors de cette conférence dix ans plus tôt.
Il est membre de la Royal Society et de l'Académie internationale des sciences moléculaires quantiques.
Son travail de développement des modèles informatiques de compréhension de la musique est reconnu dans les années 1990 par l'obtention d'un doctorat honoraire en musique de l'Université de Sheffield.

## Source
- (en) Cet article est partiellement ou en totalité issu de l’article de Wikipédia en anglais intitulé « H. Christopher Longuet-Higgins » (voir la liste des auteurs).